# La Clef (cinéma)
Pour les articles homonymes, voir La Clé et Clé.
La Clef, aussi appelé par le passé Images d'ailleurs et L'Usage du monde, est un cinéma indépendant et associatif d'art et essai situé au 21, rue de la Clef - 34, rue Daubenton dans le 5e arrondissement de Paris.

## Historique
Le cinéma a été fondé le 10 octobre 1973 par Claude Frank-Forter, dans le but de promouvoir les cinéastes sous-représentés et d'offrir des prix abordables.

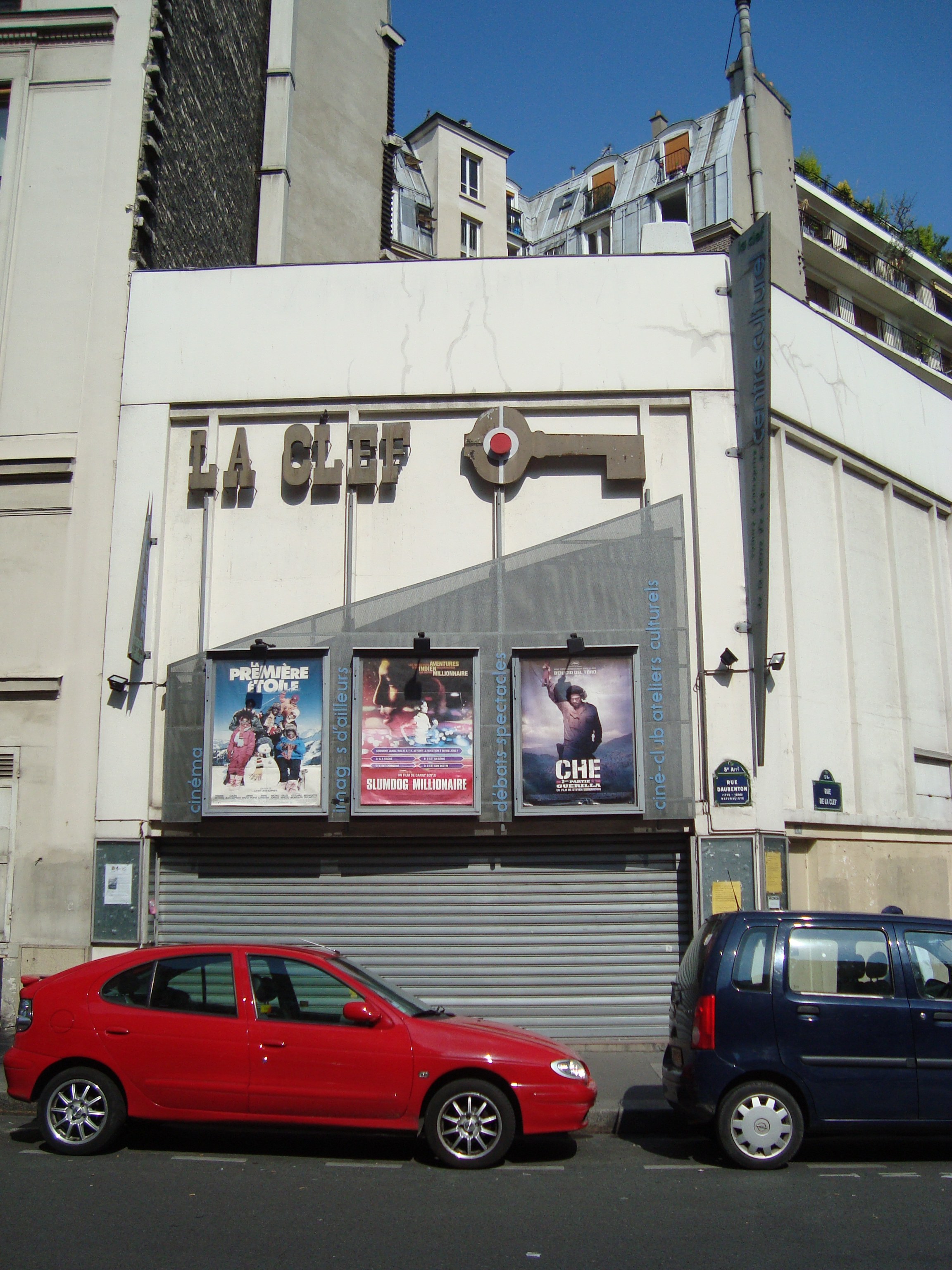
Le cinéma en août 2009, après sa fermeture. À l'affiche : La Première Étoile, Slumdog Millionaire et Che, 2e partie.

En 1981, après la récession de l'industrie cinématographique en France, Claude Frank-Forter vend le cinéma au comité d'entreprise de la Caisse d'épargne de Paris. Le cinéma est maintenu avec deux salles au lieu de trois. Le cinéma devient La Clef – Images d'ailleurs et sa programmation est reprise en septembre 1990 par le réalisateur béninois Sanvi Panou pour promouvoir les films africains, notamment des réalisateurs Souleymane Cissé, Idrissa Ouedraogo et Youssef Chahine, puis des pays du Sud en général, comme le cinéma sud-américain (en). La salle ferme en juin 2009,,. 
Après plus d'un an d'inexploitation, La Clef rouvre le 29 septembre 2010 sous le nom La Clef – L'Usage du monde, en référence au roman L'Usage du monde de Nicolas Bouvier. Il est exploité par une nouvelle structure associative, dirigée par Raphaël Vion. Le contrat de location est fixé pour cinq ans, renouvelable tous les deux ans, à un loyer très faible. La programmation est orientée vers le cinéma du monde (2 500 films de 130 pays) et le cinéma engagé, n'hésitant pas à laisser longtemps les films à l'affiche.
En 2015, un nouveau bureau, composé de délégués des syndicats SUD et CGT, est élu à la tête du comité d'entreprise de la Caisse d'épargne d'Île-de-France (CECEIDF), propriétaire du cinéma depuis la fusion du CE parisien avec ceux de la région. Ce nouveau bureau décide de vendre l'immeuble, qui n'est pas rentable, entraînant la fermeture définitive du cinéma le 15 avril 2018.
En réaction, le collectif À la Clef,, composé d'anciens salariés de l'association exploitant le lieu, lance un projet de financement participatif pour un projet de reprise,,.

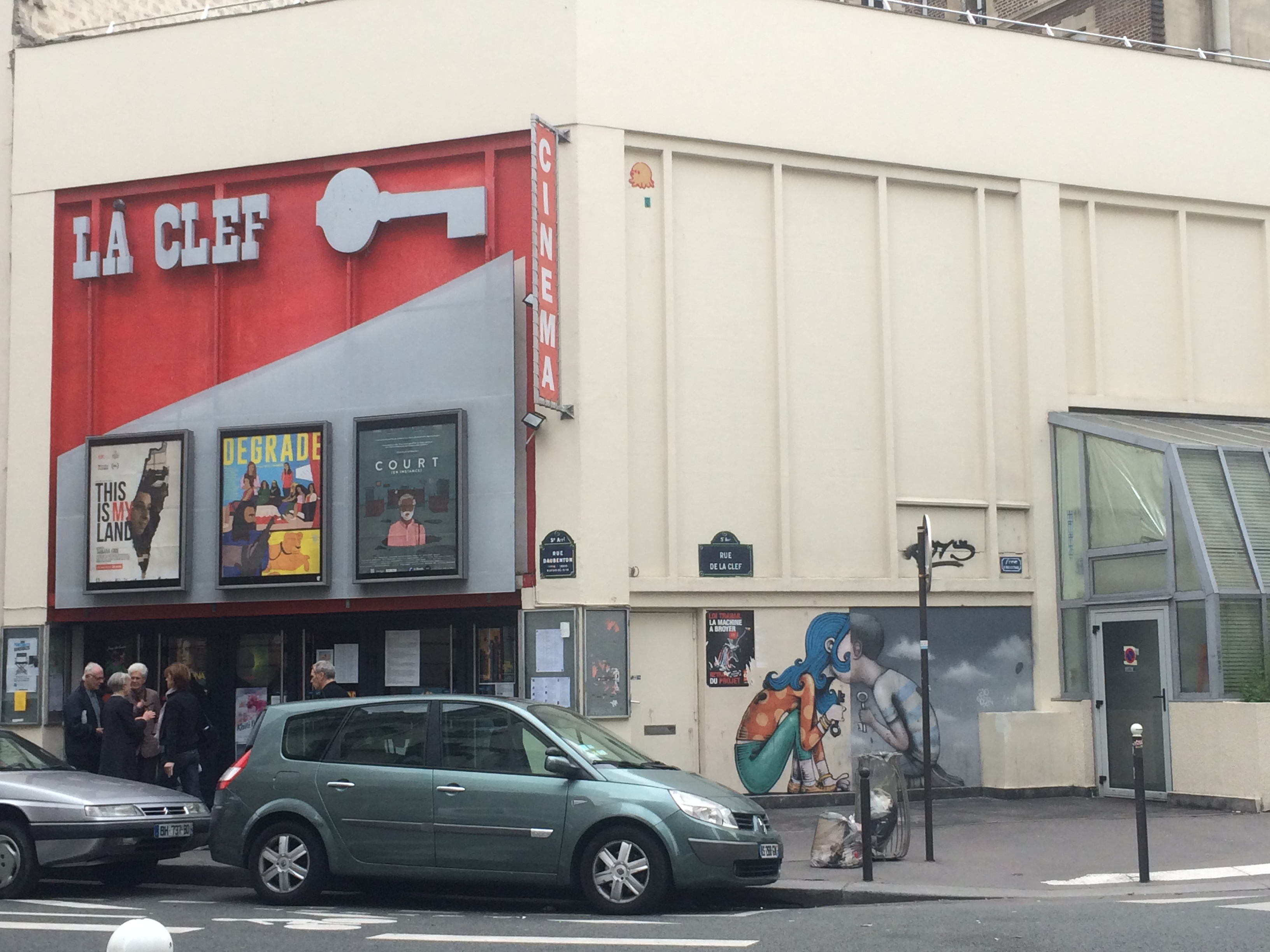
Le cinéma à l'angle des rues de la Clef et Daubenton en mai 2016. À l'affiche : This Is My Land (cy), Dégradé et Court.
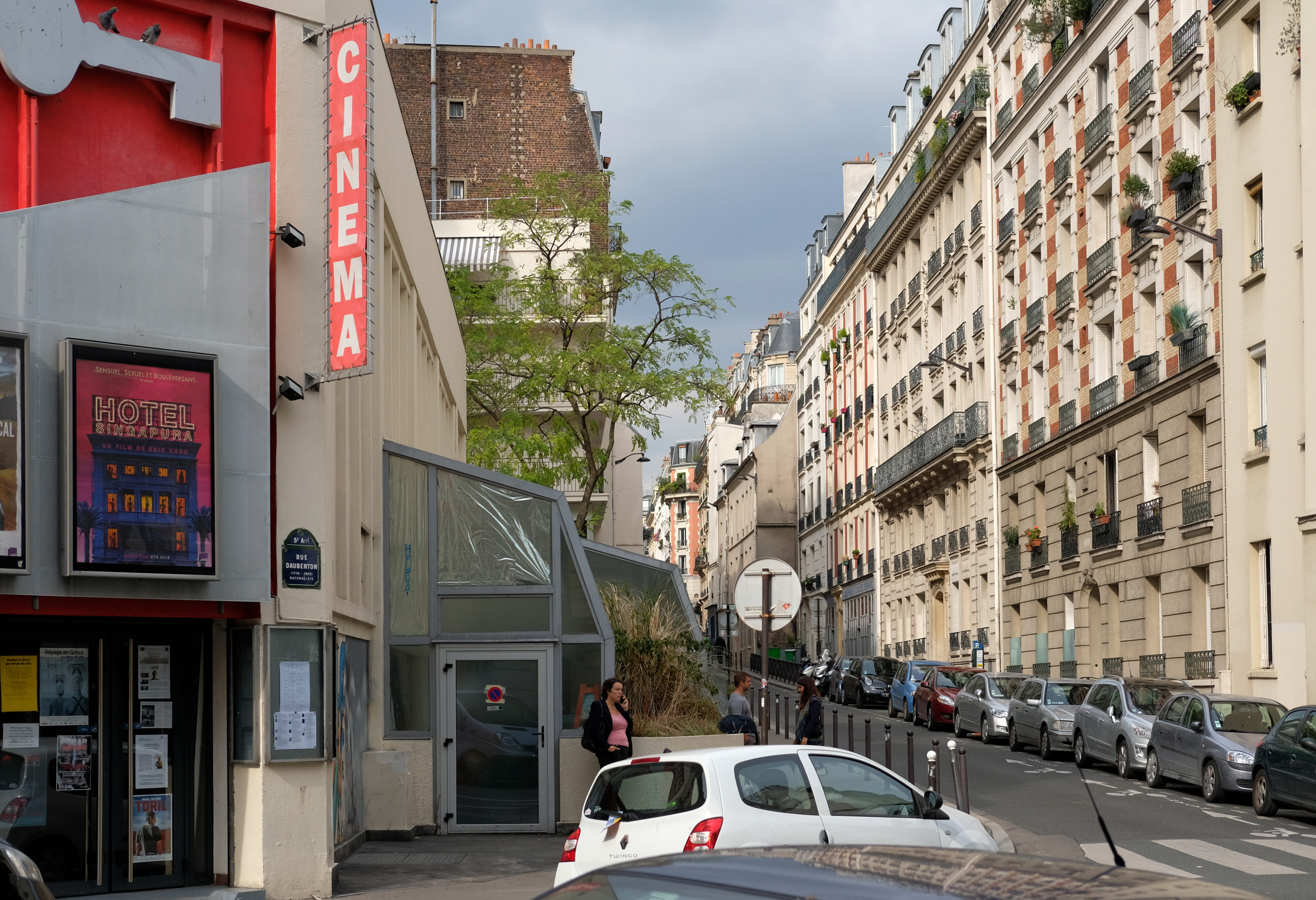
La rue de la Clef et le cinéma en septembre 2016. À l'affiche : Hôtel Singapura (à gauche de l'image).

### Occupation par Home Cinéma
À partir du 20 septembre 2019, l'association Home Cinéma occupe le site afin de le rouvrir et surtout d'amener le propriétaire (le comité social et économique de la Caisse d'épargne d'Île-de-France, CSECEIDF, après transformation du CE en CSE) à s'engager à garder l'activité initiale,,,. Afin de faire vivre ce lieu, l'association ouvre tous les jours pour projeter des films à prix libre. La programmation est établie par différents collectifs et des festivals comme Seytou Africa ou Autres Brésils. La plupart des séances se font en présence des réalisateurs et réalisatrices venus soutenir l'occupation comme Françoise Romand, Yann Gonzalez, Guillaume Massart, Vincent Macaigne, Maud Alpi, Laurent Cantet, Claire Denis ou Alain Cavalier.
Le procès en appel, le 28 novembre 2019 au tribunal d'instance de Paris, reconnaît l'association Home Cinéma comme occupante.

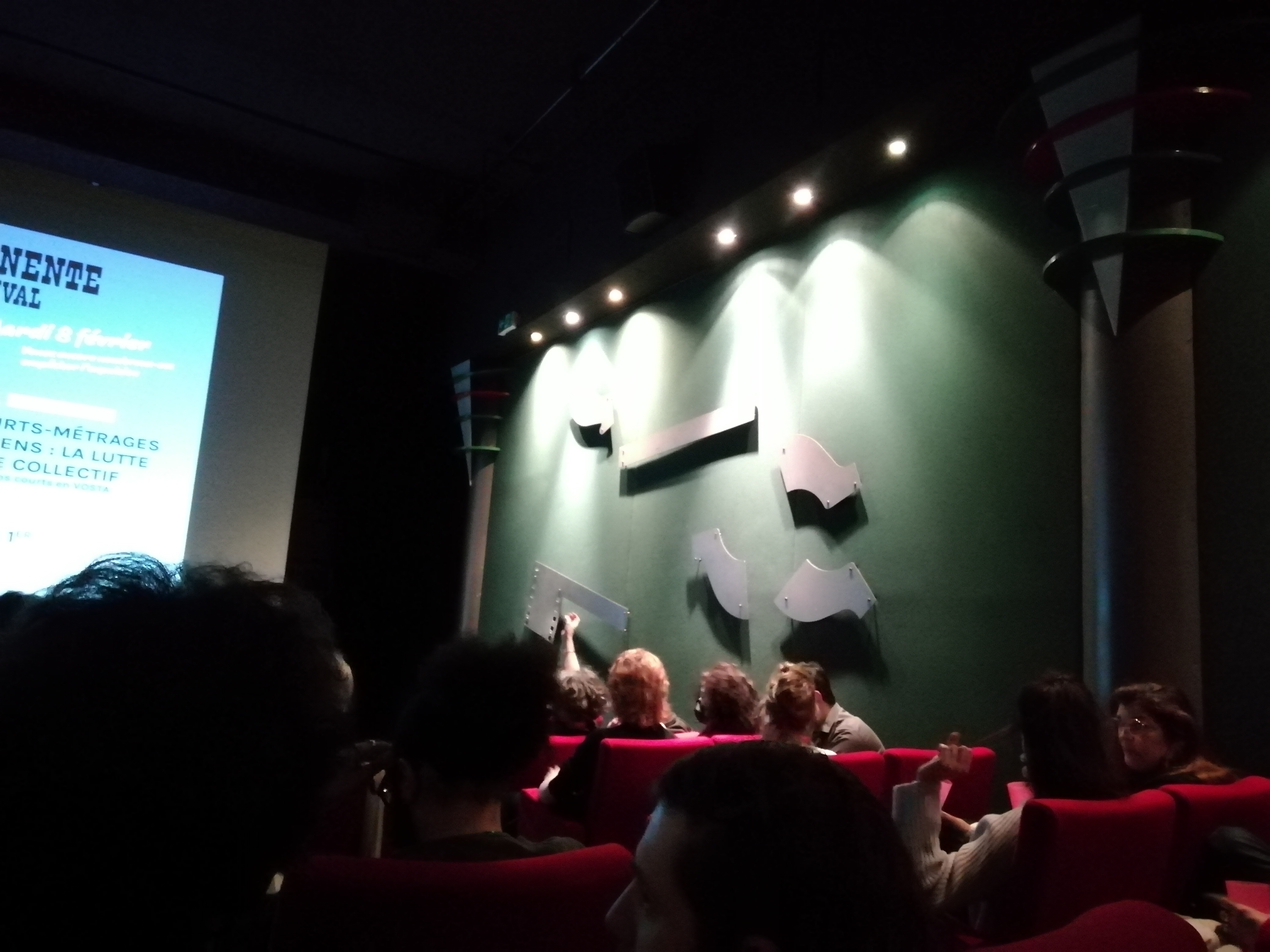
Projection à La Clef en février 2022.

Plusieurs appels ont été faits pour que la mairie de Paris s'investisse dans le rachat du cinéma sans que cela soit suivi d'effet. En 2020, le groupe SOS, dirigé par Jean-Marc Borello (actuel numéro 2 de La République en marche) et spécialisé dans l'économie sociale et solidaire, notamment dans le domaine culturel, propose de racheter le lieu alors que l'association Home Cinéma, opposée à cette action, lance pour sa part un financement participatif pour récolter 4 millions d'euros nécessaires au rachat.
Malgré le soutien d'un grand nombre de personnes et de personnalités se relayant pour s'opposer à l'expulsion, la salle ferme ses portes à la suite d'une intervention des forces de l'ordre le 1er mars 2022. Le groupe SOS déclare renoncer à l'achat du cinéma : La Clef est toujours à vendre.

### Collectif La Clef Revival
En octobre 2021, des désaccords naissent parmi les membres de Home Cinéma, menant à la création d'un nouveau collectif, La Clef Revival,.
En attendant de pouvoir réinvestir les lieux, le collectif La Clef Revival continue à vivre grâce aux invitations de nombreux festivals. L'élan de solidarité autour du cinéma associatif œuvre également pour réunir les fonds nécessaires au rachat du site de la rue Daubenton.
Le 1er mars 2022, le collectif La Clef Revival est expulsé mais en avril 2023, il annonce avoir signé un compromis de vente avec le propriétaire du lieu, le CSE de la Caisse d'épargne d'Île-de-France, afin de racheter le cinéma. Pour financer cet achat, le collectif organise une campagne de financement participatif, ainsi qu'une exposition-vente au palais de Tokyo en octobre 2023 d'œuvres données par 80 artistes,.
Cependant cette cession est contestée par le collectif La Clef Survival, composé d'autres membres de la première association Home Cinéma,,.
Le 19 juin 2024, le collectif La Clef Revival annonce avoir conclu le rachat du cinéma pour 2,7 millions d'euros.

## Accès
La Clef est accessible par la ligne 7 du métro de Paris, station Censier - Daubenton.

#### Ouvrages
- Jean-Michel Frodon, « La Clef », dans Jean-Michel Frodon (dir.) et Dina Iordanova (dir.), Cinémas de Paris, Paris, CNRS Éditions, 2017, 365 p. (ISBN 978-2-271-11480-8, présentation en ligne), p. 248–251 [lire en ligne].
- Antonin Faurel, Vivien Le Jeune Durhin et Inès Sarah Maalèj, Association Home cinéma, La Clef : Cinéma occupé, Brest, Éditions autonomes, 2021, 127 p. (ISBN 978-2-490487-15-8).
- (it) Barbara Russo et Marguerite Foucher, « Il cinema La Clef tra autogestione e istituzionalizzazione nel milieu culturale parigino », Tracce Urbane. Rivista Italiana Transdisciplinare di Studi Urbani, Rome, La Sapienza, vol. 9, no 13 « Pratiche di rigenerazione urbana e cultura. Sguardi critici tra co-creazione, istituzionalizzazione e conflitto »,‎ juin 2023, p. 116–142 (DOI 10.13133/2532-6562/18166).

#### Articles de presse
- Rose Baldous, « On en sait (enfin) plus sur l’avenir du Cinéma La Clef », Les Inrockuptibles, 18 décembre 2020.
- Occitane Lacurie, « La Clef, son univers impitoyable », Débordements, 27 janvier 2021.
- Joëlle Gayot, « Au cinéma la clef la dernière bataille pour la liberté », Télérama, 30 janvier 2021.
- « Non à la privatisation du cinéma La Clef », tribune, Libération, 11 février 2021.
- Céline Rouden, « À Paris, le cinéma La Clef se cherche un avenir », La Croix, 19 février 2021.

#### Podcasts
- Occitane Lacurie et Barnabé Sauvage, « La Clef Revival, une utopie concrète », Débordements, 17 février 2021.